# 中國皇后及妃嬪列表
中國皇后及妃嬪列表列出中國歷史上所有的君主配偶。
本頁面僅僅是一個索引，請根據時代不同選擇以下不同列表：

## 逊清→滿州國
| 君主              |   | 配偶 | 本名            | 位階                 | 在位期間       | 备注               |
| 宣统帝→康德帝溥儀 | 1 | 皇后 | 郭布羅氏 婉容   | 皇后                 | 1922年－1946年 |                    |
|                   | 2 | 淑妃 | 鄂尔德特氏 文繡 | 淑妃                 | 1922年－1931年 | 民国时離婚 , 改嫁  |
|                   | 3 | 贵人 | 譚玉齡          | 祥贵人，追谥明贤贵妃 | 1937年－1942年 |                    |
|                   | 4 | 贵人 | 李玉琴          | 福贵人               | 1943年－1945年 | 共和国时离婚，改嫁 |

## 參见
- 中国君主列表
- 中国皇太后列表
- 太皇太后
- 中国君主母系列表
- 中國君王子女列表

## 外部連結
- 《中國帝王皇后親王公主世系錄》宋　第四篇　皇后篇